# Microgen
CIC Microgen (en alfabeto cirílico: ФГУП «НПО «Микроген») es el mayor fabricante de Rusia de preparados inmunobiológicos, una de las tres mayores empresas farmacéuticas de Rusia
.
De acuerdo con la declaración de la Ministra de Salud Veronika Skvortsova, Conjunto Industrial Científico "Microgen" tiene una importancia estratégica para la seguridad nacional de Rusia.

## Historia
CIC "Microgen" fue fundado en mayo de 2003 como resultado de la fusión de las empresas estatales de producción de preparados inmunobiológicos médicos y otros medicamentos. De acuerdo con la decisión del Gobierno de la Federación de Rusia, el conjunto se estableció "con el fin de responder a las necesidades del país de medicamentos immunobiológicos preventivos, diagnósticos y terapéuticos".
En 2006, Microgen inició el suministro de vacunas combinadas contra la difteria, la tos ferina, el tétanos y la hepatitis B, así como el tétanos, la hepatitis B y la difteria (DTP-Hep B, DT-Hep B).
En 2010, Microgen empezó a producir una fórmula mejorada de la vacuna antigripal "Ultravak".
En 2011 la compañía recibió las primeras muestras de la preparación del bacteriófago contra el patógeno Acinetobacter, que es el agente causante de un gran número de infecciones nosocomiales y resistentes a los antibióticos. Microgen ha comenzado a probar una nueva vacuna antiácaros para los niños
. En 2011 Microgen distribuyó en las regiones de Rusia más de 60 millones de dosis de vacunas, incluyendo la BCG (tuberculosis), Grippol, DTP (difteria, tos ferina, tétanos), el sarampión y la rubéola, así como más de 12 millones de dosis de la vacuna contra la gripe
.
En 2012 Microgen comenzó a prepararse para la transición a los estándares internacionales de fabricación de fármacos (GMP). En el mismo año, la compañía vendió más de 2 millones de paquetes de bacteriófagos, 19 millones de dosis de vacuna contra la gripe.
En 2013, Microgen, además de la vacuna existente contra la gripe aviar (cepa H5N1), inició el desarrollo de la vacuna pre-pandémica contra la "gripe china" (cepa H7N9). Petr Kanygin fue nombrado director general de la compañía. Kanygin había sido jefe de la estructura "Rosteha". El beneficio neto de la empresa alcanzó los 1000 millones de rublos.
En marzo de 2014 la compañía anunció la puesta en marcha del desarrollo de vacunas de nueva generación contra la encefalitis transmitida por garrapatas con una tecnología basada en líneas celulares continuas. En abril de 2014 Microgen anunció el inicio de los ensayos clínicos de la nueva combinación de la vacuna pentavalente DTaP-hep-Hib (contra la difteria, tos ferina, tétanos, hepatitis B e infecciones causadas por Haemophilus influenzae).

## Estructura y Administración
CIC "Microgen" es una empresa estatal de Rusia. En vista de la situación especial de la organización, el control de sus operaciones es llevado a cabo por el propio primer ministro de Rusia.
El director general de la compañía es Peter Kanygin
.
En 2014 Microgen une 9 empresas operativas ubicadas en 9 ciudades de Rusia. Las principales instalaciones de producción de la empresa se encuentran en Stavropol, Irkutsk, Nizhny Novgorod ("ImBio"), Moscú, Tomsk ( CIC "Virion"), Perm ( CIC "Biomed") y Ufa ("Immunopreparat").
El personal de la compañía está formado por más de 6.000 personas.

## Producción
La compañía produce más del 70% del total de la producción de preparados inmunobiológicos de Rusia, incluyendo dos de las cuatro vacunas contra el virus A/H1N1. Microgen también tiene el monopolio de la producción de una serie de otras vacunas. En 2013 la compañía controlaba el 23% del mercado ruso de los medicamentos de plasma sanguíneo. La empresa suministra hasta el 70% de las vacunas y anatoxinas del Calendario Nacional de vacunación de Rusia.
Microgen produce más de 120 tipos de preparados inmunobiológicos: vacunas, sueros, inmunoglobulinas polivalentes y específicas, medios de cultivo, alérgenos, probióticos y otros.
. 60 de estos están incluidos en la lista de medicamentos vitales y esenciales.
Microgen es la única empresa en Rusia que produce bacteriófagos a nivel industrial.
Los medicamentos son exportados a Kazajistán, Ucrania, Bielorrusia, Uzbekistán, Azerbaiyán, Armenia, Georgia, México, Mongolia, Vietnam e India
.

## Investigación científica
Según datos de 2014, la compañía está desarrollando más de 15 productos, incluyendo una nueva versión de la vacuna contra la gripe, vacunas culturales contra la varicela, la rabia, la encefalitis transmitida por garrapatas, vacunas combinadas de DTP-hepB-Hib, DTaP-hepB-Hib y MMR (contra el sarampión, paperas y rubéola), preparados complejos de bacteriófagos y otros.
.
Microgen está involucrado en varios proyectos de investigación internacionales, como en los programas de la OMS para combatir la viruela, el sarampión, la rubéola, la tuberculosis, la gripe aviar y otros.
Desde 2013 Microgen participa en el desarrollo de un nuevo medicamento para el tratamiento de la leucemia y otras drogas contra el cáncer.
En 2014 la compañía anunció el inicio de los ensayos clínicos del fármaco "Relatoks" (anatoxina botulínica tipo A - complejo hemaglutinina) en neurología pediátrica.
En los proyectos de investigación de la compañía estuvieron involucrados más de 130 candidatos a doctor en ciencias y más de 30 doctores en ciencias.
Microgen se encuentra entre las diez empresas más innovadoras de Rusia según RBC.

## Finanzas
Los ingresos de la compañía en 2013 ascendió a 7,6 mil millones de rublos, el beneficio neto fue de mil millones de rublos. En 2012 la compañía fue la quinta más grande en cuanto a ingresos entre todos los fabricantes de productos farmacéuticos de Rusia.
Basándose en los resultados de 2012, los analistas de DSM Group valoraron el volumen de negocios total de la compañía en 5,1 mil millones de rublos. En 2013 una de las sucursales de la empresa ( CIC "Virion") obtuvo 950 millones de rublos gracias a su producción.
En 2012 la compañía firmó 43 contratos estatales por valor de más de 1,8 mil millones de rublos.
En 2011 los ingresos por la exportación de fármacos ascendieron a los 500 millones de rublos.
En 2011 Microgen gastó alrededor de 2 millones de rublos de sus propios fondos para la construcción de dos plantas y laboratorios farmacéuticos. Para 2018 la compañía planea haber invertido 17 mil millones de rublos en la modernización de la producción.
En 2014 el banco VTB abrió una línea de crédito para la empresa unitaria federal "CIC Microgen" de 2 mil millones de rublos para un período de 3 años.
Si bien la compañía es estatal, esta no recibe subsidios del presupuesto.